# إيرل فرنسيس
إيرل فرنسيس (بالإنجليزية: Earl Francis) هو لاعب كرة قاعدة أمريكي، ولد في 14 يوليو 1935 في سلاب فورك ‏ في الولايات المتحدة، وتوفي في 3 يوليو 2002 في بيتسبرغ في الولايات المتحدة.

## وصلات خارجية
- إيرل فرنسيس على موقع دوري كرة القاعدة الرئيسي (الإنجليزية)
- إيرل فرنسيس على موقعبيزبول رفرنس.كوم (الدوري الرئيسي) (الإنجليزية)
- إيرل فرنسيس على موقعبيزبول رفرنس.كوم (الدوري الثانوي) (الإنجليزية)